# Iam
Iam o Yam era el nombre que los antiguos egipcios daban a un territorio de Kush que podría estar situado al suroeste de Wawat. El Iam estaba en el valle del Nilo, más allá de la segunda catarata. Sobre este reino kushita ha quedado el relato escrito en tiempos de la Dinastía VI egipcia por Hirjuf, gobernador de Elefantina.
Hirjuf describe en las paredes de su tumba sus viajes a Iam para traer objetos de lujo: marfil, ébano, pieles y otros, y llevar regalos del faraón Pepi II al rey de Iam, que según él pacificó la tierra de Temeh en esquina occidental del cielo, y le facilitó una escolta que maravilló a los gobernadores de Irjet y Wawat.

## Ubicación
Su majestad me envió una tercera vez al Iam: abandoné el nomo tinita por el camino del Oasis. Si el nomo tinita era su punto de partida, el camino del Oasis de Hirjuf debe haber sido el camino a Jarga y Dakla; (el Oasis de la época dinástica era Dakla).
Según Jean Yoyotte, Wehat (wHA.t = oasis) indica el oeste del Nilo, y por tanto Iam fue una región del desierto de Libia.
Sin embargo, alguno arqueólogos modernos identifican Iam con unas ruinas situadas cerca de Kerma, Sudán, donde se han encontrado objetos procedentes del Antiguo Egipto. Allí se encuentran los restos de una construcción circular, con paredes de barro y adobe e indicios de que el techo se apoyaba en postes de madera.